# Sea Diamond
Le MS Sea Diamond (anciennement appelé Birka Princess) est un navire de croisière de la compagnie maltaise Elona Maritime Ltd qui coule le 6 avril 2007, près des côtes de l'île de Santorin, dans les Cyclades. Il talonne un haut-fond, ce qui entraîne une voie d'eau et un lent naufrage.

## Historique

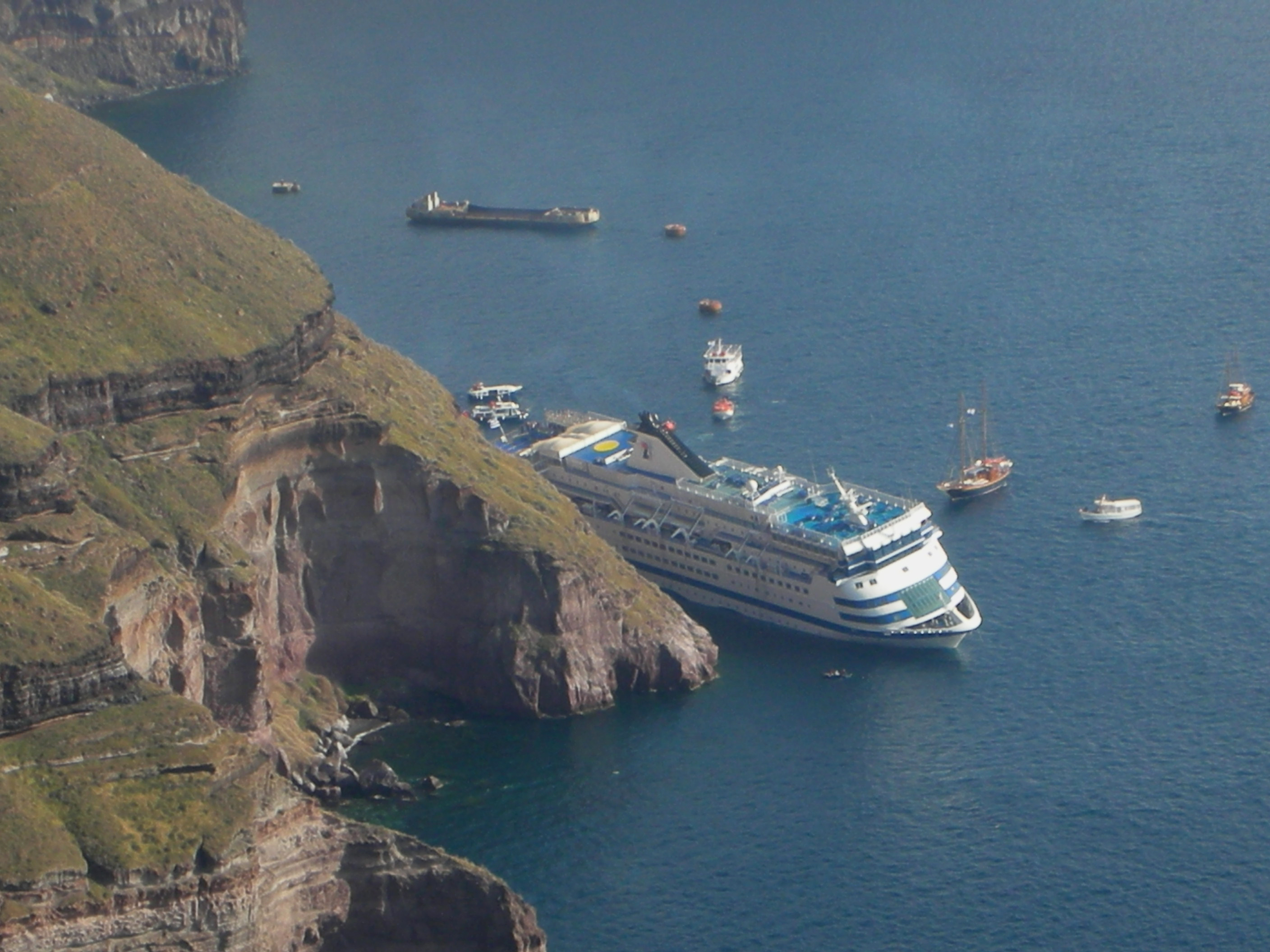
Le Sea Diamond lors de son naufrage.

Le bateau est construit en Finlande pour une compagnie finlandaise et mis en service en 1986 sous le nom de Birka Princess pour des croisières en mer Baltique. Il est entièrement rénové en 1999. Il est acquis en 2006 par la compagnie chypriote Louis Cruise Lines, et effectue souvent des croisières dans les îles grecques. Au moment du naufrage, il appartient à la compagnie maltaise Elona Maritime Ltd enregistrée au Pirée.
Le navire comprend 584 cabines, 3 restaurants, divers bars, une boîte de nuit, plusieurs magasins, des salles pour les congrès et conférences, plusieurs piscines et un centre de remise en forme[réf. souhaitée].
Le jour du naufrage, le 5 avril 2007, il y a 1 156 touristes et 391 membres d'équipage à bord. Il heurte un récif dans la caldeira de Santorin, ce qui provoque une voie d'eau, et coule le lendemain après un éloignement en zone plus profonde. Deux touristes français disparaissent lors de la catastrophe. Leurs corps n'ont pas été retrouvés.

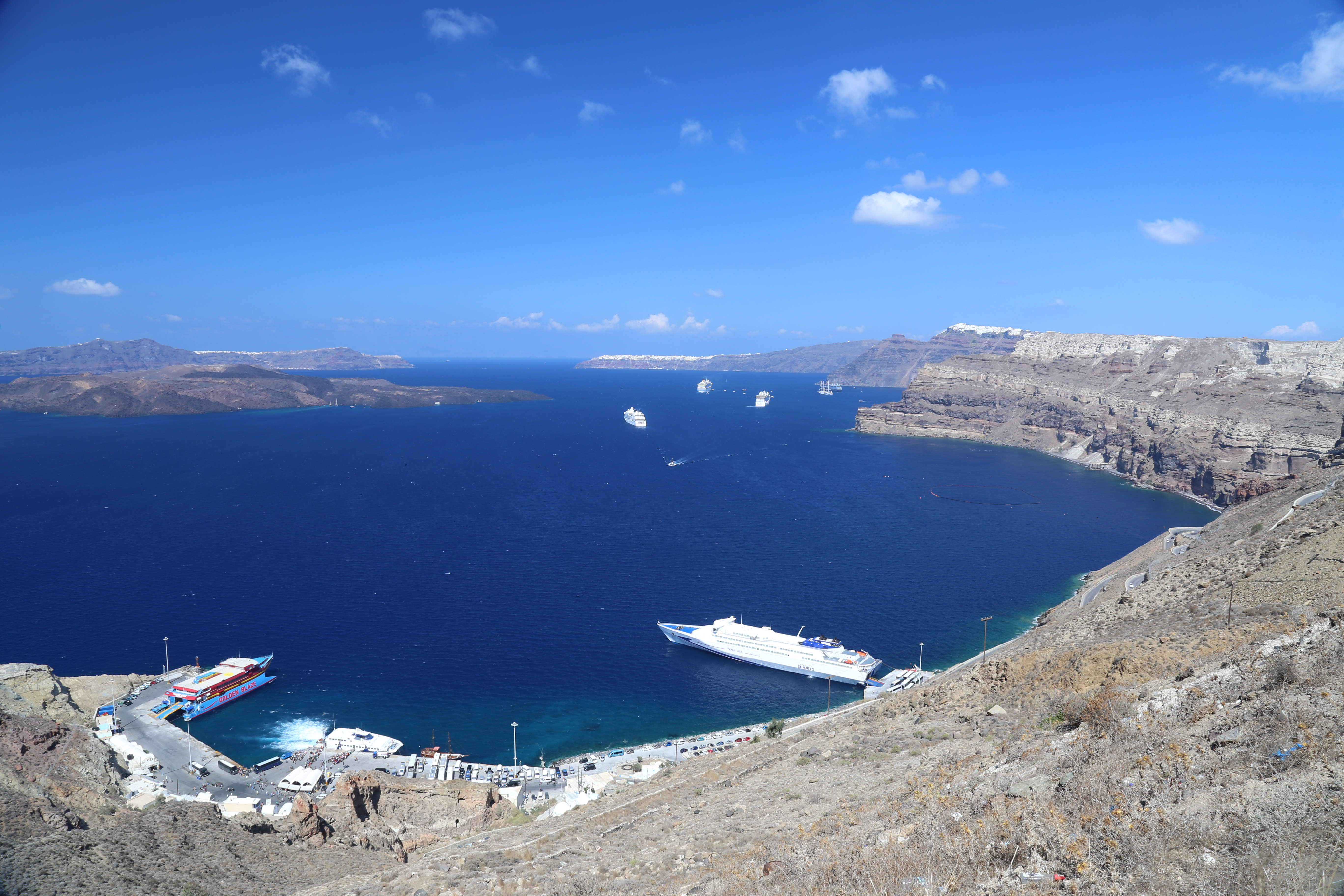
Une vue du port d'Athiniós.
Sur la droite, on peut voir le barrage de confinement du carburant du Sea Diamond.

Le commandant du navire est condamné en 2013 à 12 ans de prison par la justice grecque.
Le carburant encore présent dans ses réservoirs constitue une menace écologique importante. Le gouvernement grec demande son renflouement en 2017, mais son positionnement proche de la verticale en bord de falaise rend problématique les opérations.